# Sân bay Cairns
Sân bay Cairns (IATA: CNS, ICAO: YBCS) là một sân bay quốc tế ở Cairns, Queensland, Australia. Trước đây được vận hành bởi Cảng vụ Cairns, sân bay này đã được chính quyền Queensland bán cho một tập đoàn tư nhân tháng 12/2008. Đây là sân bay bận rộn thứ bảy ở Úc. Sân bay này nằm 2,3 hải lý (4,3 km; 2,6 mi) về phía bắc tây bắc của Cairns hoặc 7 km (4,3 mi) về phía bắc của khu kinh doanh trung tâm Cairns, ở ngoại ô Aeroglen. Sân bay nằm giữa núi Whitfield về phía tây và vịnh Trinity về phía đông.
Sân bay này có các chuyến bay thẳng đến 18 quốc tế và 30 điểm đến trong nước và nhiều chuyến bay hàng không chung bao gồm cả một số nhà khai thác máy bay trực thăng. Các chuyến bay đang hoạt động đến tất cả các thành phố lớn của Australia và các điểm đến du lịch, cộng đồng dân cư trong khu vực Far North Queensland, và một số điểm du lịch quốc tế trong khu vực châu Á-Thái Bình Dương với các kết nối với phần còn lại của thế giới. Sân bay hình thành các cơ sở chính cho Australian Airlines trước khi ghi thu ghi chi của hoạt động trong tháng 6 năm 2006 (sân bay vẫn là một cảng lớn cho công ty mẹ Qantas). Nó cũng là một cơ sở cho Royal Flying Doctor Service của Úc và các máy bay trực thăng tìm kiếm và cứu hộ của các dịch vụ khẩn cấp của bang. Trong 12 tháng kết thúc vào ngày 30 tháng 6 năm 2013 sân bay Cairns có 4,1 triệu lượt khách, tăng 263.532 so với năm trước.

## Airlines and destinations
| Hãng hàng không                           | Các điểm đến                                                                                            | Nhà ga           |
| ----------------------------------------- | --- | ---------------- |
| Airfast Indonesia                         | Timika                                                                                                  | Quốc tế          |
| Air New Zealand                           | Theo mùa: Auckland                                                                                      | Quốc tế          |
| Air Niugini                               | Port Moresby, Rabaul                                                                                    | Quốc tế          |
| Airnorth                                  | Darwin, Gove                                                                                            | Nội địa          |
| Alliance Airlines                         | Cloncurry, Groote Eylandt, Lawn Hill, Mount Isa, Townsville, Trepell                                    | Nội địa          |
| Asia Pacific Airlines                     | Tabubil                                                                                                 | Quốc tế          |
| Cathay Pacific1                           | Hong Kong                                                                                               | Quốc tế          |
| China Eastern Airlines                    | Theo mùa: Thượng Hải-Phố Đông                                                                           | Quốc tế          |
| China Southern Airlines                   | Theo mùa: Quảng Châu                                                                                    | Quốc tế          |
| Hinterland Aviation                       | Cooktown, Dunk Island, Lizard Island                                                                    | Hàng không chung |
| Hinterland Aviation                       | Daru, Kiunga, Tabubil                                                                                   | Quốc tế          |
| Jetstar Airways                           | Adelaide, Brisbane, Darwin, Gold Coast, Melbourne, Perth, Sydney                                        | Nội địa          |
| Jetstar Airways                           | Denpasar (tiếp tục lại từ 29/3/2015), Melbourne, Osaka-Kansai, Tokyo-Narita, Sydney                     | International    |
| Qantas                                    | Brisbane, Melbourne, Sydney                                                                             | Nội địa          |
| QantasLink vận hành bởi Cobham            | Alice Springs, Uluru (Ayers Rock), Darwin                                                               | Nội địa          |
| QantasLink vận hành bởi Sunstate Airlines | Brisbane, Gladstone, Hamilton Island, Horn Island, Mackay, Rockhampton, Townsville, Weipa               | Nội địa          |
| QantasLink vận hành bởi Sunstate Airlines | Port Moresby                                                                                            | Quốc tế          |
| Regional Express Airlines                 | Bamaga (bắt đầu từ 30/3/2015) Normanton, Mornington Island, Burketown, Doomadgee, Mount Isa, Townsville | Nội địa          |
| SilkAir                                   | Singapore (begins ngày 30 tháng 5 năm 2015)                                                             | Quốc tế          |
| Tigerair Australia                        | Brisbane, Melbourne, Sydney                                                                             | Nội địa          |
| United Airlines                           | Guam | Quốc tế          |
| Virgin Australia                          | Brisbane, Melbourne, Sydney                                                                             | Nội địa          |

Ghi chú
- ^1  Các tuyến bay này có thể có một điểm dừng quốc tế trên hành trình đến điểm cuối; Tuy nhiên các hãng này không có quyền chỉ chở khách giữa Cairns và Brisbane.

### Hàng hóa
| Hãng hàng không        | Các điểm đến                |
| ---------------------- | --------------------------- |
| Australian air Express | Brisbane, Melbourne, Sydney |
| Toll Aviation          | Brisbane, Darwin, Sydney    |

### Dịch vụ cấp cứu
- Emergency Management Queensland (Emergency Medical Retrieval Services)
- Royal Flying Doctor Service (Emergency Medical Retrieval and outback medical clinics)